# نادي الترجي (السعودية)
نادي الترجي الرياضي هو نادٍ رياضي سعودي يقع في محافظة القطيف، شرق المملكة العربية السعودية. تأسس في عام 1981م.

## تاريخ
تأسس نادي الترجي بمسماه الحالي في العام 1401هـ نتيجة اندماج ناديي الشاطئ والبدر، الناديين الوحيدين في مدينة القطيف آنذاك، واتخذ الشعار المكون من الألوان الأزرق، الأحمر، والأصفر ليجمع بين شعاري الناديين: الأزرق والأصفر للبدر، والأزرق والأحمر للشاطئ.
البداية الحقيقية تعود إلى منتصف الخمسينيات في القرن الماضي، عندما تأسست أوائل الأندية القطيفية كالتآلف وبور سعيد ثم النور والنسور التي مرت بسلسلة من الاندماجات كانت محصلتها النهائية الشاطئ والبدر.
أي أن الترجي عبارة عن امتداد لأندية القطيف التي تأسست في تلك الفترة المبكرة، وعلى هذا الأساس قد يكون أقدم الأندية ليس في محافظة القطيف فحسب وإنما في كل المنطقة الشرقية، فيستحق لقب «عميد أندية الشرقية».
خلال تاريخه الطويل قدم النادي لاعبين للمنتخبات الوطنية في مختلف الألعاب، أمثال:المرحوم عبد الرحمن عبد الله القصاب (شمروخ)،عبد رب النبي الزاير، عثمان مرزوق، نزار عباس وحسن الراهب في كرة القدم، عبد العزيز أبو السعود (عضو في مجلس إدارة النادي حالياً)، أحمد الغراب ومحمد الزاير في كرة السلة، فيصل عيد، محمد عيد، شوقي الجشي، نزار العوامي، السيد محسن الرمضان، علي باقي وبسام الخنيزي ومؤيد باقي ومحمد الخاطر وحسين باقي في كرة الطائرة، إحسان الجشي، زكي الغانم، محمد الغانم، حسين أخوان، وعارف أخوان في كرة اليد.
و هنا لا بد أن نشير إلى أن أول ميدالية أولمبية تحصل عليها السعودية كانت برونزية لاعب الترجي «إبراهيم جعفر» في مسابقة التيكواندو في أولمبياد سيئول عام 1988.

## تشكيلة الفريق الحالية
ملاحظة: تشير الأعلام إلى المنتخب الوطني على النحو المحدد في قواعد الأهلية للفيفا. قد يحمل اللاعبون أكثر من جنسية واحدة غير تابعة للفيفا.
| الرقم | البلد    | المركز | اللاعب             |
| ----- | -------- | ------ | ------------------ |
| 1     | السعودية | حارس   | عبد الرحمن العمودي |
| 2     | السعودية | مدافع  | محمد آل طالب       |
| 5     | السعودية | مدافع  | نايف الشمري        |
| 6     | السعودية | مدافع  | سعود السحاري       |
| 7     | السعودية | مهاجم  | نهير المهري        |
| 9     | السعودية | مهاجم  | وليد غزواني        |
| 10    | السعودية | وسط    | حسن آل زيد         |
| 14    | السعودية | مدافع  | حسين الدهان        |
| 15    | السعودية | وسط    | سلطان الشمري       |
| 16    | السعودية | وسط    | فيصل الخالدي       |
| 17    | البرتغال | مهاجم  | بيدرو باز          |
| 18    | السعودية | وسط    | حسن جعفري          |
| 21    | السعودية | حارس   | عبد الله البحري    |
| 22    | السعودية | وسط    | حسن آل عيد         |

| الرقم | البلد    | المركز | اللاعب           |
| ----- | -------- | ------ | ---------------- |
| 23    | النرويج  | مهاجم  | آرني فيلهلمسون   |
| 26    | السعودية | وسط    | طلال الدوسري     |
| 27    | السعودية | مدافع  | ناصر الخليفة     |
| 38    | السعودية | وسط    | فيصل داني مسرحي  |
| 49    | السعودية | مدافع  | عبد الله مساعد   |
| 63    | السعودية | حارس   | سجاد الدحمسي     |
| 77    | السعودية | مدافع  | علي أبو شاهين    |
| 89    | السعودية | مدافع  | فهد الجهني       |
| --    | السعودية | مدافع  | صالح القحطاني    |
| --    | السعودية | مدافع  | نايف البيشي      |
| --    | السعودية | وسط    | عبد الله آل عادي |
| --    | السعودية | وسط    | عزيز الشمري      |
| --    | السعودية | مهاجم  | سعود العتيق      |

## إنجازات النادي
رغم الاخفاقات المتواصلة في لعبة كرة القدم، وما تستنزفه هذه اللعبة من ميزانية على حساب الألعاب الأخرى، إلا أنه شهدت سنوات الترجي الأولى بعد الاندماج فترة ذهبية بكل المقاييس وتألقت معظم ألعابه وتكونت للنادي قاعدة جماهيرية عريضة في المنطقة، ولكن سرعان ما تعثرت مسيرة النادي وتراجعت ألعابه بعد الرحيل من ملاعب مياس التي كانت تتدرب عليها فرقه.
إلا أن بعض الألعاب الفردية استمرت في تحقيق البطولات رغم عدم توفر الملاعب، ككمال الأجسام ورفع الأثقال التي كان أبرز انجازاتها تحقيق لقب بطولة الأندية العربية الثالثة بالأردن عام 2006. ثم في صيف عام 2010 حقق فريق أثقال الترجي إنجازًا جديداً للرياضة السعودية بحصوله على المركز الأول في البطولة الآسيوية الحادية عشر لرفع الأثقال التي أقيمت في الأردن التي شارك في منافساتها 12 دولة آسيوية. كما أن أغلب لاعبي المنتخب الوطني للأثقال من الترجي، ومن أبرزهم محسن الباقر، جعفر الباقر ن نجم الرضوان، قاسم السادة، ومصطفى الميلاد. كما أن المنتخبات الوطنية في الألعاب الفردية الأخرى كالسباحة والتيكواندو وكمال الأجسام تضم لاعبين من الترجي، كالدلفين الصغير كميل القلاف في السباحة، وحسين محيميد في التايكوندو.
كما برزت لعبة الملاكمة في جميع الدرجات وحققت بطولات المملكة لسنوات متواصلة، إلا أن اللاعبين عزفوا عن اللعبة بسبب إهمال إدارة النادي لهم وعدم منحهم أبسط الحقوق. ومن أبرز اللاعبين في هذه اللعبة: مالك الحليلي، حيسن عصام، محمد الغرايه، حسين الغانم، بشير الخباز، خالد المقابي، لطفي دهنيم، مهدي خضر.
و نظراً لأهمية الملاعب في سبيل الارتقاء بالنادي فقد كان من أهم أهداف المسيرين لدفة الترجي هو تأمين ملاعب خاصة بالنادي، وقد نجحت الإدارة في عام 2009 في إنشاء ملعب مؤقت لكرة القدم بالعشب الطبيعي على أرض مستأجرة، كما تضم هذه الأرض المستأجرة ملاعب لكرة اليد والسلة والطائرة، وجميع هذه الملاعب مزودة بالإنارة.
و مع مطلع العام 2010 تلقى محبو الترجي أخباراً رائعة إذ اعتمد ضمن ميزانية رعاية الشباب مشروع إنشاء مقر دائم وملاعب نموذجية لنادي الترجي، وقد بدأ بالفعل العمل بهذا المشروع الذي يقع بجانب مدينة الأمير نايف الرياضية بالقطيف، ويتوقع اكتماله قريباً.
في يوم 6 مايو من عام 2011 تأهل نادي الترجي إلى دوري الدرجة الثانية لكرة القدم، وتعمل الإدارة بجد وطموح من أجل الصعود به إلى مصاف الدرجة الأولى.